# Санта-Венера
Санта-Венера (мальт. Santa Venera) — город на Мальте с населением 6087 человек, согласно переписи 2007 года. Город расположен западнее столицы страны Валлетты, в центре острова. Старейшими городскими постройками являются акведук и вилла Каза-Леоне, сооружённые мальтийскими рыцарями.
В городе располагается католический колледж св. Ильи, принадлежащий монахам-кармелитам. Покровительницей города считается св. Венера, в честь которой назван местный футбольный клуб, а её праздник проводится в городе каждое последнее воскресенье июня и ежегодня 14 ноября.